# 小行星1144
小行星1144（1144 Oda）是一颗围绕太阳公转的小行星。1930年1月28日，卡爾·威廉·萊茵姆特在海德堡发现了此天体。
該小行星以萊茵姆特在曆書《Der Lahrer hinkende Bote》中選擇的女性人名歐達（Oda）命名。
这颗小行星的绝对星等为220.8188265039174等。